# 100053 Danstinebring
100053 Danstinebring este o planetă minoră (asteroid) din centura de asteroizi. A fost descoperită pe 2 ianuarie 1992 la Observatorul Național Kitt Peak de Spacewatch. 
Obiectul prezintă o orbită caracterizată de o semiaxă mare de 2,3351316835934 UAi, o excentricitate de 0,18342044724773, o înclinație de 2,1044598201087 ° în raport cu ecliptica.